# USA Basketball Male Athlete of the Year
Il USA Basketball Male Athlete of the Year è il premio assegnato annualmente dalla Nazionale di pallacanestro degli Stati Uniti d'America al giocatore che più si è contraddistinto nelle competizioni internazionali durante l'anno.

## Vincitori
|  | Eletto nella Basketball Hall of Fame |

| Anno | Vincitore            |
| ---- | -------------------- |
| 1980 | Isiah Thomas         |
| 1981 | Kevin Boyle          |
| 1982 | Doc Rivers           |
| 1983 | Michael Jordan (1)   |
| 1984 | Michael Jordan (2)   |
| 1984 | Sam Perkins          |
| 1985 | Chuck Person         |
| 1986 | David Robinson       |
| 1987 | Danny Manning        |
| 1988 | Dan Majerle          |
| 1989 | Larry Johnson        |
| 1990 | Alonzo Mourning (1)  |
| 1991 | Christian Laettner   |
| 1992 | Dream Team           |
| 1993 | Michael Finley       |
| 1994 | Shaquille O'Neal     |
| 1995 | Ray Allen            |
| 1996 | Scottie Pippen       |
| 1997 | Earl Boykins         |
| 1998 | Elton Brand          |
| 1999 | Gary Payton          |
| 2000 | Alonzo Mourning (2)  |
| 2001 | Chris Duhon          |
| 2002 | Reggie Miller        |
| 2003 | Tim Duncan           |
| 2004 | Sean May             |
| 2004 | Chris Paul           |
| 2005 | Shelden Williams     |
| 2006 | Carmelo Anthony (1)  |
| 2007 | Jason Kidd           |
| 2008 | Redeem Team          |
| 2009 | James Michael McAdoo |
| 2010 | Kevin Durant (1)     |
| 2011 | Jabari Parker        |
| 2012 | LeBron James         |
| 2013 | Aaron Gordon         |
| 2014 | Kyrie Irving         |
| 2015 | Jalen Brunson        |
| 2016 | Carmelo Anthony (2)  |
| 2016 | Kevin Durant (2)     |
| 2017 | Jameel Warney        |
| 2018 | Reggie Hearn         |
| 2019 | Robbie Hummel        |
| 2020 | non assegnato        |
| 2021 | Kevin Durant (3)     |
| 2022 | Cooper Flagg         |
| 2023 | Koa Peat             |
| 2024 | Stephen Curry        |